# 多刺绿绒蒿
多刺绿绒蒿（学名：Meconopsis horridula），为罂粟科绿绒蒿属下的一个植物种。